# Sân bay quốc tế Flamingo
Sân bay quốc tế Flamingo (IATA: BON, ICAO: TNCB) là một sân bay quốc tế ở Kralendijk, Bonaire, Antilles Hà Lan. Sân bay Flamingo có vai trò là một điểm nối cho các chuyến bay của KLM đếb một số điểm đến ở Nam Mỹ.

## Các hãng hàng không
- Air Jamaica (Montego Bay)
- American Airlines
  - American Eagle (San Juan)
- Continental Airlines (Houston-Intercontinental, Newark)
- Divi Divi Air (Willemstad)
- Dutch Antilles Express (Aruba, St. Maarten, Valencia)
- KLM (Amsterdam, Guayaquil, Lima, Quito)
- Tiara Air (Aruba)
- Transaven (Caracas, Valencia)
- E-liner (Curacao, Willemstad)
- Insel Air (Curacao)
- Arkefly (Amsterdam [Until March 2007])